# Ututo

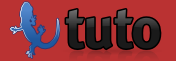
Logótipo.

Ututo GNU/Linux é um sistema operacional GNU/Linux composto inteiramente por software livre. O nome é uma referência a um gecko conhecido por esse nome no norte da Argentina. Essa distribuição foi compilada usado o Gentoo Linux e o software Emerge. A maior parte da documentação do Ututo está em espanhol. Foi criado na Universidade Nacional de Salta, Argentina, tendo seu código liberado inicialmente no ano 2000 por Diego Saravia.
O Ututo foi a primeira distribuições Linux reconhecida pelo projeto GNU como totalmente livre. O fundador do projeto GNU, Richard Stallman, anteriormente recomendou esta distribuição quase exclusivamente, e usava-a em sua máquina pessoal, antes de mudar para o gNewSense.
O Ututo foi uma das poucas distribuições originais do Linux a ter seu próprio repositório de binários. O Ututo possui ainda códigos otimizados para diferentes processadores Intel e AMD, o que faz com que o Ututu seja razoavelmente rápido em computadores antigos utilizados em países do Terceiro Mundo.